# Max Foitzick
Max Otto Richard Foitzick (* 19. Mai 1836 in Tost, Kreis Tost-Gleiwitz, Provinz Schlesien; † 28. November 1906 in Groß-Lichterfelde, heute Berlin) war ein deutscher Berghauptmann und Leiter des Bergamtes Wettin.

## Leben
Max Foitzick war der Sohn eines preußischen Kreisrichters und machte 1855 das Abitur am Gymnasium Oppeln und begann seine bergmännische Laufbahn an der Friedrichsgrube zu Tarnowitz in Oberschlesien und wurde 1863 nach Beendigung des vorgeschriebenen Ausbildungsganges als Referendar in den preußischen Staatsdienst übernommen. Zwischenzeitlich leistete er vom 1. April 1858 bis Ende März 1859 seinen Militärdienst beim Leib-Infanterie-Regiment Nr. 8 in Berlin. Im Juli 1866 als Bergassessor zum Oberbergamt Breslau gerufen und kam 1867 als Hilfsarbeiter zum Oberbergamt Dortmund. Zuvor kämpfte er im Deutschen Bruderkrieg 1866 als Landwehroffizier im 3. Niederschlesischen Infanterie-Regiment Nr. 50. Foitzick erhielt die Berufung zum Berginspektor und Leiter der Berginspektion am Deister und wurde dort zwei Jahre später Bergwerksdirektor und Direktor der Inspektion. Im Deutsch-Französischen Krieg 1870/1871 kämpfte er im 16. Landwehr-Regiment. Zum Direktor der Berginspektion Rüdersdorf berufen, erhielt er 1876 die Ernennung zum Bergrat und kam 1880 als Direktor (Berghauptmann) zum Bergamt Wettin, das wegen der großen Steinkohlevorkommen in der Provinz Sachsen durch Preußen eingerichtet wurde.
Offenbar wurden die preußischen Bergbeamten nicht sehr gut für ihre Arbeit bezahlt, denn am 4. November 1890 sah sich Max Foitzickk veranlasst, beim Minister für Handel und Gewerbe ein Klageschreiben über seine finanziellen Verhältnisse einzureichen.
1901 trat Foitzick in den Ruhestand. 

### Auszeichnungen
- 1866 Erinnerungskreuz für 1866
- 1870 Landwehr-Dienstauszeichnung II. Klasse
- 1871 Kriegsdenkmünze 1870/1871
- 1887 Roter Adlerorden IV. Klasse
- 1894 Geheimer Bergrat
- 1897  Kaiser-Wilhelm-Gedächtnis-Medaille 1897
- 1897 Roter Adlerorden III. Klasse mit Schleife
- 1901 preußischer Kronen-Orden II. Klasse